# ادوارد بایلز کاول

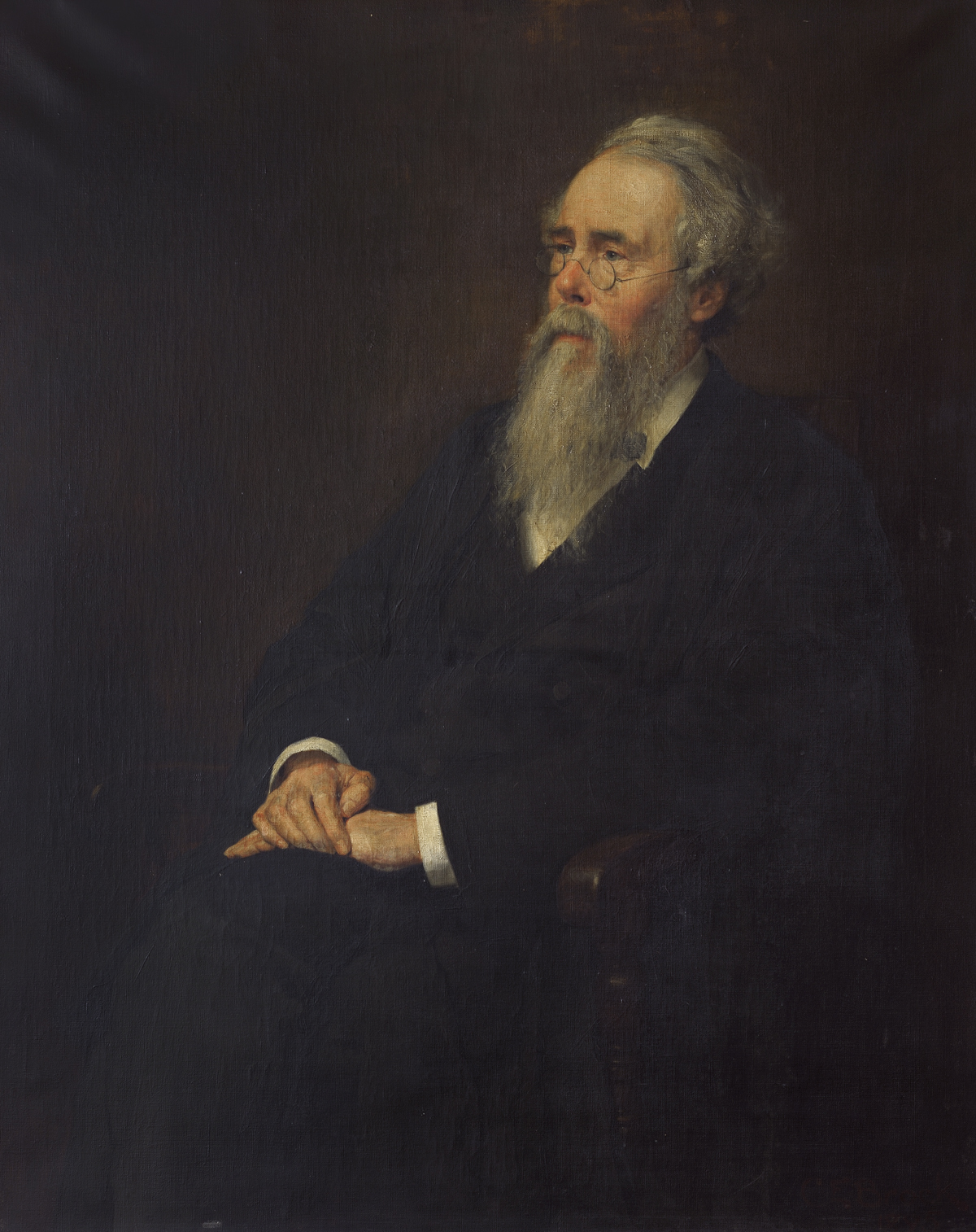
پُرتره‌ای از ادوارد بیلز کوول که به‌دست چارلز ادموند بروک در سال ۱۸۹۵ کشیده شده‌است.

ادوارد بایلز کاول (Edward Byles Cowell) (زادهٔ ۲۳ ژانویهٔ ۱۸۲۶ - درگذشتهٔ ۹ فوریه ۱۹۰۳)، یکی از مترجمان بنام اشعار فارسی و اولین استاد زبان سانسکریت در دانشگاه کمبریج بود. کاول کسی بود که ادوارد فیتزجرالد (برگردانندهٔ بنام رباعیات خیام) را با اشعار خیام آشنا کرد.

## زندگی
کاول در ایپسوییچ به دنیا آمد. او در ۱۵سالگی نسخه‌ای از کتاب دستور زبان فارسی نوشتهٔ ویلیام جونز را در کتابخانهٔ محلی دید و به زبان‌های شرقی علاقه‌مند شد. او به یادگیری زبان فارسی از روی کتاب‌ها پرداخت و اشعار حافظ را ترجمه کرد.
در ۱۸۴۲، پس از مرگ پدرش، به تجارت خانوادگی پرداخت. در ۱۸۴۵ ازدواج کرد و در ۱۸۵۰ به مگدالن کالج در آکسفورد رفت و به مطالعه و فهرست‌نویسی نسخه‌های دست‌نویس کتاب‌های فارسی کتابخانه بادلیان پرداخت. در سال‌های ۱۸۵۶-۱۸۶۷ به عنوان استاد تاریخ انگلیسی در پزیدنس کالج در کلکته مشغول به کار بود. از ۱۸۵۸ تا ۱۸۶۴، مدیریت کالج سانسکریت را نیز برعهده داشت. در ۱۸۶۴ بود که نسخه‌ای از رباعیات عمر خیام را در کتابخانه انجمن آسیایی پیدا کرد و یک نسخه از آن‌را به لندن برای دوست و شاگردش، ادوارد فیتزجرالد فرستاد که وی ترجمه مشهوری از آن را در سال ۱۸۵۹ منتشر کرد. کاول مقاله‌ای دربارهٔ آشنایی با خیام به‌همراه ترجمهٔ ۳۰ رباعی از او را در Calcutta Review در سال ۱۸۵۸ چاپ کرد.
سرانجام، پس از یادگیری زبان هندوستانی، زبان بنگالی و زبان سانسکریت، به انگلستان بازگشت و به‌عنوان اولین استاد زبان سانسکریت در دانشگاه کمبریج مشغول به کار شد. او از ۱۸۶۷ تا زمان مرگش در ۱۹۰۳، به‌عنوان استاد در دانشگاه کمبریج مشغول به کار بود. در ۱۸۹۵ به‌عنوان عضو افتخاریِ انجمن شرق‌شناسی آلمان (DMG) پذیرفته شد، در ۱۸۹۸ مدال طلای انجمن سلطنتی آسیایی را گرفت، و در ۱۹۰۲ یکی از اعضای مؤسس فرهنگستان بریتانیا شد.

## برخی از نوشته‌ها
- "The Mesnavi of Jelaleddin Rumi," The Gentleman's Magazine, N.S. 30, 1848, pp. 39–46, 148-52.
- "Persian Cuneiform Inscriptions and Persian Ballads," Westminster and Foreign Quarterly Review 53, 1850, pp. 38–56.
- "Omar Khayyam, the Astronomer Poet of Persia", Calcutta Review 30, 1858, pp. 149–62.
- "Gyges' Ring in Plato and Nizami," J(R)ASB 3, no. 2, 1861, pp. 151–57.
- "Two Kasídahs of the Persian Poet Anwarí," with E. H. Palmer, The Journal of Philology 4, no. 7, 1872, pp. 1–47.
- Buddhist Mahâyâna Texts. Part 1. The Buddha-karita of Asvaghosha, translated from the Sanskrit, in the Sacred Books of the East, Vol. 49, Oxford University Press, 1894.